# José Antonio Muntadas y Campeny
José Antonio Muntadas y Campeny (Igualada, 1816 — Barcelona, 1880) fue un empresario español que en 1847 fundó junto con sus hermanos La España Industrial, la primera sociedad anónima algodonera creada en España, de la que fue director.

## Biografía
José Antonio Muntadas y Campeny nació en Igualada en 1816, hijo de Matías Muntadas y Font, fabricante de paños. En 1828 los Muntadas ya tenían una fábrica de hilatura de algodón en la calle Tapias de Barcelona. En 1839 constituyeron la empresa Pau Muntadas e hijos, que un año después fue Muntadas Hermanos, con fábrica en la calle Riereta, en el barrio del Raval de Barcelona. En 1841 Muntadas Hermanos estableció un almacén en Madrid con el objetivo de vender los tejidos de algod´`on que producían en Barcelona, ahorrando intermediarios. En 1843 ya vendían a 160 clientes desde su almacén madrileño. En 1842 compraron el solar en Sants donde posteriormente edificaron la fábrica.
En 1847 José Antonio y sus hermanos Pablo, Bernardo, Jaime, Ignacio, Isidro y Juan constituyeron la sociedad España Industrial, Sociedad Anónima Fabril y Mercantil en Madrid, y le transfirieron todos los activos de Muntadas Hermanos. En 1851 la empresa cerró el almacén de Madrid y se domicilió en Barcelona, donde tenía las instalaciones productivas, en la calle de la Riereta y en el barrio de Sants. También tenía 2 fábricas en Sabadell, una de ellas para la confección manual. En las décadas de 1850 y 1860 renunció a tener personal comercial fuera de Barcelona, a pesar de ser la empresa algodonera más grande del país, y renunció a crear fábricas por toda España. La fábrica recibió visitas de la reina Isabel II (en 1860), de los presidentes de la Primera República Española Emilio Castelar y Estanislao Figueras (en 1873) y del joven rey Alfonso XII (en 1877).
Los hermanos Muntadas destacaron por su trato familiar y paternalista con los trabajadores, interesándose por las cuestiones personales de los mismos, y ofreciendo asistencia médica durante las epidemias de cólera de 1854 y 1865 y de fiebre amarilla de 1870. Durante la epidemia de 1865 instalaron un hospital en la fábrica para los obreros. La casa de los Muntadas estaba dentro del recinto fabril, hecho que reforzaba la relación personal con los trabajadores.
José Antonio Muntadas fue socio del Ateneo Catalán fundado en 1860, y entre 1861 y 1880 fue miembro de la Junta de Gobierno del Banco de Barcelona. También formó parte de la junta de los Ferrocarriles de Zaragoza a Pamplona y a Barcelona. En 1869 formó parte de una comisión de empresarios y de comerciantes que reunieron recursos para reprimir la insurrección de Cuba.

## Descendencia
Fue padre de:
- Matías Muntadas y Rovira: empresario y coleccionista de arte que le sucedió como director de La España Industrial.
- Luis Muntadas y Rovira: ingeniero y fabricante de lámparas de alumbrado.
- Manuel Muntadas y Rovira: escritor.
- José Muntadas y Rovira.